# Diaethria ducei
Diaethria ducei is een vlinder uit de familie Nymphalidae. De wetenschappelijke naam van de soort is voor het eerst geldig gepubliceerd in 1923 door William Schaus & Theodore Dru Allison Cockerell.